# Paul Brébant (parolier)
Pour les articles homonymes, voir Paul Brébant et Brébant.
Paul Brébant, né le 8 novembre 1888 à Valenciennes et mort le 16 avril 1969 dans le 14e arrondissement de Paris, est un chanteur et parolier français.

## Biographie
Paul Désiré Valentin Brébant est le fils de Jules Joseph Brébant, ébéniste, et de Nelly Sicaud.
Le père étant né à Aulnois (Hainaut), les enfants obtiennent la nationalité française en 1891.
Il épouse en 1910 Émilie Clémence Désirée Daniel.
Il débute dans la chanson comique en interprétant ses textes. Après guerre, il écrit entre autres pour Fred Gouin accompagné de Léojac (Jacques Léopold) et Léon Dequin.
Il est domicilié Rue des Cinq-Diamants. Il est mort à l'âge de 80 ans.